# Abbasabad-e Eskandari
Abbasabad-e Eskandari, Abbāsābād-e Eskandarī (perski: عباس اباداسكندري) – wieś w południowym Iranie, w ostanie Fars. W 2006 roku miejscowość liczyła 336 osób w 75 rodzinach.